# Эрншёльдсвик
Эрншёльдсвик (швед. Örnsköldsvik) — город в Швеции, административный центр одноимённой коммуны Вестерноррландского лена. Население — 28 991 человек (2010).
Основан в 1894 году. В городе развиты машиностроительная и текстильная (см. Fjällräven) промышленность, имеется музей и филиал университета Средней Швеции. Естественная гавань на Ботническом заливе. Также в городе тестируются автомобили, работающие на этаноле.

## Экономика
Предприятие BAE Systems Hägglunds.

## География
Расположен на побережье Ботнического залива. Часть побережья южнее города, называемая Высокий берег, с 2000 года входит в список Всемирного наследия ЮНЕСКО, так как здесь проходят одни из самых выраженных в мире
гляциоизостатических процессов (постледниковый подъём земной коры). Город расположен примерно в 100 км к югу от Умео и 550 км к северу от Стокгольма. В районе преобладают леса, но он также содержит незначительные области сельского хозяйства.
В 50 км северо-западнее города расположен природный заповедник Вендотбергет.

## Спорт
В городе базируется хоккейный клуб МОДО.
В 1976 году в Эрншёльдсвике были проведены первые Зимние паралимпийские игры.